# 丸山ゴンザレス
丸山 ゴンザレス（まるやま ゴンザレス、1977年10月30日 - ）は、日本のジャーナリスト、コメンテーター、編集者、考古学者、YouTuber、國學院大學学術資料センター共同研究員。宮城県仙台市出身。株式会社マルヤマ製作所所属。國學院大學大学院文学研究科史学修士号。愛称は「マルゴン（丸ゴン）」。

## 概要
仙台育英学園高等学校、國學院大學文学部史学科卒業。同大学院文学研究科史学修士号を取得後、無職、日雇い労働、出版社勤務を経て独立。犯罪、人権、貧困、文化問題などへの知見がある。テレビ番組「クレイジージャーニー」(TBS)では、世界中のスラム街や犯罪多発地帯を渡り歩く「危険地帯ジャーナリスト」として出演。没入感のある冒険的な報道スタイルで知られ、日本の裏社会や海外危険地帯の取材を重ねる犯罪ジャーナリストであり、自らを「考古学者崩れの犯罪ジャーナリスト」と自称する。2020年3月よりYoutuberとしても活動している。

## 来歴
2005年、『アジア『罰当たり』旅行』（彩図社）で作家デビュー。
2010年2月、旅行作家の嵐よういちとともに、旅行情報などを配信するインターネットラジオ『海外ブラックロードpodcast』を開始し、ラジオパーソナリティーとしても活動を行なっている。
2015年4月、國學院大學学術資料センター共同研究員に就任。
2020年3月、自身のYoutubeチャンネル『丸山ゴンザレスの裏社会ジャーニー』にて配信を始める。
2024年8月、自身が発起人を務める「バックパッカーシンドローム」出版プロジェクトというクラウドファンディングを開始した。これはバックパッカー文化が失われつつある中、昔の旅の思い出話を書籍化したい思いから、室橋裕和や草下シンヤなどが賛同し、下川裕治、蔵前仁一、高野秀行、関野吉晴らのインタビュー他、東南アジアに縁のあるライター、著名人達の思い出話や当時の資料などが多数収録された。なお、一般販売はなく、クラウドファンディングで支援しなければ入手出来なかった為、インターネットオークション等では高額で取引されている。
2025年5月14日、YouTubeのチャンネル名を「丸山ゴンザレスのディープな世界」に変更した。理由は、昨今の裏社会に対する風当たりから様々な弊害が出てきた為と語っている

## 人物
- 海外の文化、歴史、危険地帯に造詣が深く、アジアやアフリカを中心に取材旅行を定期的に行い、雑誌や書籍などに旅行記を発表している。また合法・非合法にかかわらず潜入取材を得意とし、裏社会に関する著作を、本名である「丸山佑介」名義で発表しているほか、「荒井裕介」などの別名義で書籍や雑誌の編集者としても活動している[12]。
- 子供の頃は考古学者シュリーマンの学習まんがが好きだった。
- 高校時代は青春18きっぷを使って、大阪の西成に行ったり、島根や奈良の古墳や神社を訪ねたりしていた。
- インターネットラジオ『海外ブラックロードpodcast』で「考古学者崩れの犯罪ジャーナリスト[8]」と自称しており、大学院まで考古学を専攻していたとしている[12]。考古学を離れた理由に旧石器捏造事件を挙げており、事件の舞台が地元でもあった為かなりの衝撃を受けた旨を語っている。
- 格闘技を得意とし、20代の頃、タイに逗留し、ムエタイジムで武者修行をしていたというエピソードが、著作の中で明かされている。また、格闘技のベースは柔道と大道塾であるとしている。

## 連載
- 「THE NEGATIVE REPORT」（BUBKA,白夜書房）
- 「芸能界都市伝説」（本当にあった笑える話,ぶんか社

## 著作

### 単著

#### 丸山佑介名義
- 『図解裏社会のカラクリ』（彩図社、2007年、ISBN 978-4883926176）
- 『裏社会の歩き方』（彩図社、2008年、ISBN 978-4883926428）
- 『判決から見る猟奇殺人ファイル』（彩図社、2009年、ISBN 978-4883927180）
- 『男呑み 東京 男同士で飲める店100軒』（東京書籍、2010年、ISBN 978-4487804306）
- 『依頼人を救え―不安社会の深層』（幻冬舎ルネッサンス、2011年、ISBN 978-4779060304）
- 『悪の境界線―犯罪ボーダレス社会の歩き方』（文庫ぎんが堂、2011年、ISBN 978-4781670607）
- 『ガレキ』（ワニブックス、2012年、ISBN 978-4847090967）
- 『冒険家100の言葉』（東京書籍、2012年、ISBN 978-4883928682）
- 『ブラック・マネジメント』 (双葉新書、2013年1月、ISBN 978-4575154030）
- 『図解 裏ビジネスのカラクリ』（文庫ぎんが堂、2013年、ISBN 978-4781671017）
- 『そこまでやるか! 裏社会ビジネス ―黒い欲望の掟』（さくら舎、2015年、ISBN 978-4865810042）

#### 荒井裕介名義
- 『幕末流星群』（東京書籍、2010年、ISBN 978-4487804795）[13]

#### 丸山ゴンザレス名義
- 『アジア『罰当たり』旅行』（彩図社、2005年、ISBN 978-4883924837）
- 『旅の賢人たちがつくった海外旅行最強ナビ』（辰巳出版、2013年、ISBN 978-4777812370）
- 『アジア親日の履歴書』（辰巳出版、2014年、ISBN 978-4777812967）
- 『海外あるある』（双葉社、2014年、ISBN 978-4575306354）
- 『闇社会犯罪　日本人ｖｓ．外国人』（さくら舎、2015年、ISBN 978-4865810370）
- 『世界の危険に挑む99の言葉』（イースト・プレス、2015年、ISBN 978-4781671390）
- 『旅の賢人たちがつくったアジア旅行最強ナビ』（辰巳出版、2015年、ISBN 978-4-7778-1588-3）
- 『アジア「罰当たり」旅行　改訂版』（彩図社、2016年、ISBN 978-4801301627）
- 『旅の賢人たちがつくった世界遺産最強ナビ』（辰巳出版、2016年、ISBN 978-4-7778-1756-6）
- 『ダークツーリスト 世界の混沌を歩く』（講談社、2017年、ISBN 978-4062206259）
- 『旅の賢人たちがつくったタイ旅行最強ナビ』（辰巳出版、2017年、ISBN 978-4-7778-1970-6）
- 『GONZALES IN NEW YORK』（イースト・プレス、2018年、ISBN 978-4781616995）
- 『旅の賢人たちがつくった海外旅行最強ナビ 最新版』（辰巳出版、2018年、ISBN 978-4-7778-2211-9）
- 『世界の危険思想 悪いやつらの頭の中』（光文社、2019年、ISBN 978-4334044152）
- 『旅の賢人たちがつくったインド旅行最強ナビ』（辰巳出版、2019年、ISBN 978-4-7778-2326-0）
- 『世界ヤバすぎ!危険地帯の歩き方』（産業編集センター、2020年、ISBN 978-4-86311-280-3）
- 『旅の賢人たちがつくった海外グルメ旅最強ナビ』（辰巳出版、2020年、ISBN 978-4-7778-2561-5）
- 『MASTERゴンザレスのクレイジー考古学』（双葉社、2020年、ISBN 978-4-575-31594-3）
- 『タバコの煙、旅の記憶 (わたしの旅ブックス)』（産業編集センター、2024）

### 共著
- 『本当にあった!海外旅行の恐ろしい話』（岡本まい，平間康人，大井優子，丸山ゴンザレス，宮部高明共著，海外危険情報編集班編，彩図社 2008年7月）
- 『日本全国ヤバイ村』（ミリオン出版、2010年）
- 『フリーメイソンの秘密』（PHP研究所、2010年）
- 『図解　世界「闇の支配者」』（扶桑社、2010年）[14]
- 『本当にあった!海外旅行の恐ろしい話（文庫版） 』（彩図社、2011年）
- 『日本の迷宮50―人間を惑わす魔のスポット完全解説 地底から都会の片隅まで 』（鉄人社、2012年）
- 『これでいいのか宮城県仙台市』(日本の特別地域特別編集，マイクロマガジン 2012年)
- 『海外ブラックグルメ』(海外危険情報編集班，彩図社 2014年)
- 『世界中の「危険な街」に行ってきました』（彩図社 2014年)
- 『危険地帯潜入調査報告書』（村田らむ、竹書房、2019年、ISBN 978-4-8019-1881-8)
- 『モンスター・トラベラー 海外ブラックロード大放談』（嵐よういち・和田虫象、イースト・プレス、2020年、ISBN 978-4-7816-1886-9)
- 『危険地帯潜入調査報告書 裏社会に存在する鉄の掟編 行ってはいけない！』（村田らむ、竹書房、2022年、ISBN 978-4-8019-3044-5)
- 『ヒトコワ都市伝説』（Naokiman Show、 彩図社、2024)

### 編集
- 『はるかなる野球大国をたずねて: MLB伝説の聖地をめぐる旅』（東京書籍、著 田代学、写真 リョウ薮下、2014年、ISBN 978-4487809127）

### 漫画原作
- 『鳥居准教授の空腹 〜世界のスラムにうまいものあり〜』（作画：渡辺大樹、幻冬舎コミックス）
  - 1巻（2018年1月、ISBN 978-4-344-84137-6）
  - 2巻（2018年9月、ISBN 978-4-344-84302-8）
- 『こんな人生は絶対嫌だ』（作画：船木涼介、白泉社、2021年 - 2022年、全3巻）※電子版のみ

## 出演

### テレビ番組
- 〜裏ネタワイド〜 DEEPナイト （テレビ東京系列）
- クレイジージャーニー （TBS系列）
- ちょいバラ さらば森田の裏ニッポン極秘会議（2022年1月15日[15] - 3月27日 、ABCテレビ）[16]

### ネット配信
- ヤクザと目つきの悪い女刑事の話（YouTube、原作：晴十ナツメグ） - 本人役

## その他
- 朝日新聞 2022年4月5日 教育面の「進路わたし流」コーナーに登場、進路選択や勉強などについて語った。